# El Coyote, Amealco de Bonfil
El Coyote är en ort i Mexiko.   Den ligger i kommunen Amealco de Bonfil och delstaten Querétaro Arteaga, i den sydöstra delen av landet, 130 km nordväst om huvudstaden Mexico City. El Coyote ligger 2 540 meter över havet och antalet invånare är 258.
Terrängen runt El Coyote är platt österut, men västerut är den kuperad. Runt El Coyote är det ganska tätbefolkat, med 111 invånare per kvadratkilometer. Närmaste större samhälle är Amealco, 9,9 km nordväst om El Coyote. I omgivningarna runt El Coyote växer huvudsakligen savannskog.